# 堀内隆 (アニメーター)
堀内 隆（ほりうち たかし）は、日本のアニメーター・撮影監督・映像編集者。

## 経歴・人物
現在は株式会社グラフィニカ所属。

## 参加作品

### テレビアニメ
- へっぽこ実験アニメーション エクセル・サーガ（1999年）コンポジット
- ゲートキーパーズ（2000年）撮影監督・撮影
- SAMURAI GIRL リアルバウトハイスクール（2001年）テクニカルディレクター
- FF:U 〜ファイナルファンタジー：アンリミテッド〜（2001年）2DVFX
- フルメタル・パニック！（2002年）撮影
- ギャラクシーエンジェルZ（2002年）撮影
- キディ・グレイド（2002年 - 2003年）ビジュアルエフェクト
- ルパン三世 EPISODE:0 ファーストコンタクト（2002年）デジタル撮影
- LAST EXILE（2003年）撮影監督[1]
- ルパン三世 お宝返却大作戦!!（2003年）撮影
- PEACE MAKER 鐵（2003年 - 2004年）撮影
- 爆裂天使（2004年）2DVFX
- 砂ぼうず（2004年）コンポジット
- トランスフォーマー ギャラクシーフォース（2005年）編集
- BLOOD+（2005年）オープニング編集
- BLACK CAT（2005年 - 2006年）編集
- RED GARDEN（2006年 - 2007年）編集助手
- 戦国BASARA（2009年）撮影
- あにゃまる探偵 キルミンずぅ（2009年 - 2010年）撮影
- 戦う司書 The Book of Bantorra（2009年）オープニングアニメーション
- フラクタル（2011年）オープニングVFXディレクター
- Aチャンネル（2011年）衣装テクスチャ
- 輪るピングドラム（2011年）3DCG・VFX
- 妖狐×僕SS（2012年）エンディングディレクター
- PSYCHO-PASS サイコパス（2012年 - 2013年）エンディングディレクター
- ぼくは王さま（2013年）監督・絵コンテ・演出
- 魔界王子 devils and realist（2013年）サブタイトル・アイキャッチデザイン・撮影・編集
- そにアニ -SUPER SONICO THE ANIMATION-（2014年）エンディングディレクター
- 四月は君の嘘（2014年）撮影
- 黒子のバスケ 3rd season（2015年）エンディングディレクター
- ミス・モノクローム -The Animation- 2（2015年）アニメーター
- キズナイーバー（2016年）オープニングディレクター
- クオリディア・コード（2016年）オープニングモーショングラフィックス
- タイムボカン24（2017年）オープニングディレクター
- ラブ米 -WE LOVE RICE-（2017年）監督
- ひとりじめマイヒーロー（2017年）オープニング絵コンテ・VFX
- 十二大戦（2017年）オープニングディレクター・VFX・撮影・PV制作
- タイムボカン 逆襲の三悪人（2017年 - 2018年）タイムワープVFX
- ヲタクに恋は難しい（2018年）オープニングディレクター
- 刀使ノ巫女（2018年）オープニングディレクター
- ゾイドワイルド（2018年 - 2019年）オープニングスーパーバイザー
- かぐや様は告らせたい 〜天才たちの恋愛頭脳戦〜（2019年）オープニングスーパーバイザー
- ゾイドワイルドZERO（2020年）オープニングスーパーバイザー
- NieR:Automata Ver1.1a（第1クール）（2023年）オープニングディレクター
- NieR:Automata Ver1.1a（第2クール）（2024年）オープニングディレクター
- 異世界スーサイド・スクワッド（2024年）エンディングディレクター

### Webアニメ
- こぴはん（2011年）オープニングアニメーション
- 日本アニメ（ーター）見本市「ヤマデロイド」（2015年）原案・監督・撮影監督[2]
- 大塚製薬「すすめ、カロリーナ。」（2018年）撮影監督

### OVA
- サクラ大戦 轟華絢爛（2000年）コンポジションディレクター
- ジョジョの奇妙な冒険（2001年）撮影監督
- ゲートキーパーズ21（2002年 - 2003年）撮影監督・撮影
- 戦闘妖精雪風（2003年）撮影
- デッドガールズ（2007年）編集助手
- HELLSING（2011年）撮影
- Aチャンネル+smile（2012年）テクスチャワークス

### 劇場アニメ
- 名探偵コナン ベイカー街の亡霊（2002年）VFX特技監督
- ラーゼフォン 多元変奏曲（2003年）撮影
- 銀色の髪のアギト（2006年）3DCG・撮影
- 魔法少女リリカルなのは The MOVIE 1st（2010年）撮影協力
- BLOOD-C The Last Dark（2012年）タイトルムービー
- ONE PIECE FILM Z（2012年）デジタル撮影
- トリコ 美食神の超食宝（2013年）デジタル撮影
- THE IDOLM@STER MOVIE 輝きの向こう側へ！（2014年）撮影
- 楽園追放 -Expelled from Paradise-（2014年）VFX
- 劇場版 PSYCHO-PASS サイコパス（2015年）オープニングディレクター

### CM・PV・MV
- SKE48「パレオはエメラルド」（2011年）VFX
- VALHAIT RISING「感動へ。」（2016年）撮影監督
- キリン 氷結「あたらしくいこう」（2016年）編集
- 戦国アスカZERO 1周年記念アニメPV（2016年）編集
- クラッシュ・ロワイヤル「きみの想いを、カードにこめろ」（2017年）ディレクター・絵コンテ
- 林トモアキデビュー20周年記念『戦闘城塞 マスラヲ』PV（2023年）監督